# (34675) 2000 YR115
2000 YR115 (asteroide 34675) é um asteroide da cintura principal. Possui uma excentricidade de 0.13217290 e uma inclinação de 3.88264º.
Este asteroide foi descoberto no dia 30 de dezembro de 2000 por LINEAR em Socorro.